# Palatine (groupe)
Pour les articles homonymes, voir Palatine.
 (septembre 2021).
La mise en forme du texte ne suit pas les recommandations de Wikipédia : il faut le « wikifier ».
Les points d'amélioration suivants sont les cas les plus fréquents :
- Les titres sont pré-formatés par le logiciel. Ils ne sont ni en capitales, ni en gras.
- Le texte ne doit pas être écrit en capitales (les noms de famille non plus), ni en gras, ni en italique, ni en « petit »…
- Le gras n'est utilisé que pour surligner le titre de l'article dans l'introduction, une seule fois.
- L'italique est rarement utilisé : mots en langue étrangère, titres d'œuvres, noms de bateaux, etc.
- Les citations ne sont pas en italique mais en corps de texte normal. Elles sont entourées par des guillemets français : « et ».
- Les listes à puces sont à éviter, des paragraphes rédigés étant largement préférés. Les tableaux sont à réserver à la présentation de données structurées (résultats, etc.).
- Les appels de note de bas de page (petits chiffres en exposant, introduits par l'outil «  Source ») sont à placer entre la fin de phrase et le point final[comme ça].
- Les liens internes (vers d'autres articles de Wikipédia) sont à choisir avec parcimonie. Créez des liens vers des articles approfondissant le sujet. Les termes génériques sans rapport avec le sujet sont à éviter, ainsi que les répétitions de liens vers un même terme.
- Les liens externes sont à placer uniquement dans une section « Liens externes », à la fin de l'article. Ces liens sont à choisir avec parcimonie suivant les règles définies. Si un lien sert de source à l'article, son insertion dans le texte est à faire par les notes de bas de page.
- La présentation des références doit suivre les conventions bibliographiques. Il est recommandé d'utiliser les modèles {{Ouvrage}}, {{Chapitre}}, {{Article}}, {{Lien web}} et/ou {{Bibliographie}}. Le mode d'édition visuel peut mettre en forme automatiquement les références.
- Insérer une infobox (cadre d'informations à droite) n'est pas obligatoire pour parachever la mise en page.

Pour une aide détaillée, merci de consulter Aide:Wikification.
Si vous pensez que ces points ont été résolus, vous pouvez retirer ce bandeau et améliorer la mise en forme d'un autre article.
Palatine est un groupe de Folk- Rock français fondé en 2015. Il est composé de 4 membres, Vincent Ehrhart-Devay (guitare, autoharpe et chant), Jean-Baptiste Soulard (guitare et chœurs), Adrien Deygas (basse et contrebasse) et Toma Milteau (batterie). Après un premier EP, Bâton Rouge, en 2016, le groupe sort son premier album Grand Paon de nuit en 2018.
En 2021, le groupe annonce sur les réseaux un nouveau single à paraître le 10 Septembre intitulé Elenore et un album à venir.

## Biographie
Vincent Ehrhart-Devay et Jean-Baptiste Soulard se rencontrent en 2013, chacun évoluant déjà dans le milieu de la musique grâce à leurs groupes respectifs (Horla Patrie pour Vincent et Soole pour Jean-Baptiste). Lorsque les projets respectifs se dissolvent en 2014, les deux collaborateurs se mettent à travailler ensemble, grâce à des goûts musicaux communs. « On s’est vite aperçus de notre complémentarité et que travailler ensemble était très naturel. L’idée d’un groupe est vite arrivée.» 
Le duo est donc rejoint par Adrien (contrebasse), qui jouait déjà au sein de Horla Patrie avec Vincent, et les premières maquettes sont enregistrées. Elles sont par la suite envoyées à plusieurs batteurs, et c'est Toma Milteau qui répond alors présent.
Le groupe est leadé par Vincent, contributeur majoritaires des paroles et idées musicales, puis le travail et l'arrangement se fait en groupe jusqu’à la version finale.
Après un premier EP autoproduit, le groupe se produit en première partie d'autres fer-de-lance de la nouvelle scène française des années 2010, comme Feu! Chatterton et de Radio Elvis. Cette appartenance à la jeune scène musicale française est confirmée par leur sélection aux Inouïs du printemps de Bourges, et plus encore en remportant le tremplin du prix Chorus festival des Hauts-de-Seine, succédant à cette place à Christine & The Queens et à Feu ! Chatterton. Le premier album du groupe, Grand Paon de nuit sort donc en 2018, sur le label Yotanka records (label notamment de Mesparrow).
En septembre 2021, à la suite de plusieurs stories montrant le groupe en résidence travaillant sur de nouvelles chansons, Palatine annonce officiellement un nouveau single et un nouvel album à venir.

## Style
Palatine pratique une musique pop-folk, à l'ambiance atmosphérique. Chantant en français et en anglais, le groupe pratique l'art du double sens et joue avec les mots pour créer de la poésie. La plupart des titres du premier album donne à voir ce goût pour le jeu avec la langue ; par exemple Paris : L'ombre qui renvoie à Paris/Londres et évoque la relation entre deux individus proches mais dissemblables. Le morceau Golden Trinckets évoque le ticket d'or (Golden Ticket), idée issue de Charlie et la chocolaterie. La juxtaposition des titres Marions-nous et Stockholm (évoquant dans ses paroles le syndrome éponyme) joue sur deux extrêmes représentations de l'amour. Le titre Faux brouillards évoque les feux brouillards montés sur les voitures. Finalement le titre de l'album et du morceau éponyme, Grand paon de nuit, évoque pour le néophyte l'animal coloré à la queue chatoyante, alors qu'il s'agit en réalité d'un papillon plutôt brun.

## Direction artistique
Vincent Ehrhart-Devay, fondateur du groupe, est un ancien élève des Gobelins à Paris, possède donc une formation en animation et un certain style graphique. Hors du monde musical, il travaille chez Mac Guff et a donc participé à des films comme Moi, moche et méchant ou Les minions.
C'est donc lui qui a dessiné la pochette du premier EP et du premier album du groupe, et écrit et réalisé les clips de Comme ce rouge me plaît, Paris/L'ombre et Baton Rouge.